# OpenQASM
Open Quantum Assembly Language (OpenQASM; udtales open kazm) er en mellemkode for kvanteinstruktioner. Sproget blev først beskrevet i en artikel offentliggjort i juli 2017, og kildekode blev frigjort som en del af IBMs Quantum Information Software Kit (Qiskit) til anvendelse af deres IBM Q Experience cloud kvantedatabehandlingsplatform. Sproget har ligheder med traditionel hardware beskrivelsessprog såsom Verilog.

## Eksempler
Det følgende er et eksempel på OpenQASM kildekode fra det officielle bibliotek. Programmet adderer to fire-bit tal sammen.
```
// quantum ripple-carry adder from Cuccaro et al, quant-ph/0410184

OPENQASM
 
2.0
;

include
 
"qelib1.inc"
;

gate
 
majority
 
a
,
b
,
c
 

{
 

  
cx
 
c
,
b
;
 

  
cx
 
c
,
a
;
 

  
ccx
 
a
,
b
,
c
;
 

}

gate
 
unmaj
 
a
,
b
,
c
 

{
 

  
ccx
 
a
,
b
,
c
;
 

  
cx
 
c
,
a
;
 

  
cx
 
a
,
b
;
 

}

qreg
 
cin
[
1
];

qreg
 
a
[
4
];

qreg
 
b
[
4
];

qreg
 
cout
[
1
];

creg
 
ans
[
5
];

// set input states

x
 
a
[
0
];
 
// a = 0001

x
 
b
;
    
// b = 1111

// add a to b, storing result in b

majority
 
cin
[
0
],
b
[
0
],
a
[
0
];

majority
 
a
[
0
],
b
[
1
],
a
[
1
];

majority
 
a
[
1
],
b
[
2
],
a
[
2
];

majority
 
a
[
2
],
b
[
3
],
a
[
3
];

cx
 
a
[
3
],
cout
[
0
];

unmaj
 
a
[
2
],
b
[
3
],
a
[
3
];

unmaj
 
a
[
1
],
b
[
2
],
a
[
2
];

unmaj
 
a
[
0
],
b
[
1
],
a
[
1
];

unmaj
 
cin
[
0
],
b
[
0
],
a
[
0
];

measure
 
b
[
0
]
 
->
 
ans
[
0
];

measure
 
b
[
1
]
 
->
 
ans
[
1
];

measure
 
b
[
2
]
 
->
 
ans
[
2
];

measure
 
b
[
3
]
 
->
 
ans
[
3
];

measure
 
cout
[
0
]
 
->
 
ans
[
4
];

```